# Andreu
Andreu ist ein katalanischer männlicher Vorname altgriechischen Ursprungs, der auch als Familienname auftritt. Die deutschsprachige Form des Namens ist Andreas. Weiteres zu Herkunft des Namens (hier) und Bedeutung hier.

## Namensträger

### Vorname
- Andreu Alfaro (1929–2012), spanischer Bildhauer und Zeichner
- Andreu Buenafuente (* 1965), spanischer Komiker, Fernsehmoderator und -produzent
- Andreu Fontàs (* 1989), spanischer Fußballspieler
- Andreu Guerao (* 1983), spanischer Fußballspieler
- Andreu Nin (1892–1937), spanischer Revolutionär aus Katalonien

### Familienname
- Antonio Andreu (* 1947), spanischer Handballspieler
- Enrique Andreu (* 1967), spanischer Basketballspieler
- Frankie Andreu (* 1966), US-amerikanischer Radsportler
- Gogó Andreu (1919–2012), argentinischer Schauspieler, Komiker und Autor
- Isabel Andreu de Aguilar (1887–1948), puerto-ricanische Schriftstellerin, Pädagogin, Frauenrechtlerin und Philanthropin
- Juan Andreu (* 1985), spanischer Handballspieler
- Juan Alberto Andreu (* 1984), spanischer Fußballspieler
- Maite Teresa Andreu (* 1971), spanische Handballspielerin
- Paul Andreu (1938–2018), französischer Ingenieur, Architekt und Autor
- Simón Andreu (* 1941), spanischer Schauspieler

## Weiteres
- UE Sant Andreu, Fußballverein aus Barcelona